# Moi, Tonya
Pour plus de détails, voir Fiche technique et Distribution.
Moi, Tonya (I, Tonya) est un film biographique américain réalisé par Craig Gillespie, sorti en 2017. Sous la forme d'un faux documentaire, il relate l'histoire vraie de l'affaire Harding-Kerrigan qui a opposé deux patineuses artistiques américaines en 1994.
Ce film à petit budget, sorti en décembre 2017, remporte plusieurs récompenses aux Golden Globes et aux Oscars, en particulier avec des prix pour Margot Robbie, l'actrice principale, et surtout Allison Janney, second rôle féminin.

## Synopsis
|                                                                                               |  |  |
| La patineuse Tonya Harding en 1994 (à gauche) et sa rivale Nancy Kerrigan en 1995 (à droite). |  |  |

Face caméra, plusieurs protagonistes ou proches de l'affaire Harding-Kerrigan témoignent. Tonya Harding raconte son histoire... En 1974, à Portland, elle commence le patinage artistique à seulement quatre ans, sous la pression de sa mère violente, LaVona Golden. Alors que ses parents se séparent, elle arrête l'école pour s'entraîner à plein temps, sous la houlette de Diane Rawlinson. Tonya devient rapidement une des meilleures patineuses artistiques des États-Unis. Cependant, sa personnalité agressive, son langage, ses costumes de piètre qualité et les musiques populaires sur lesquelles elle patine n'attirent pas la sympathie des juges. Cela l'empêche d'atteindre le sommet. À 15 ans, elle rencontre Jeff Gilloly et lorsqu'ils se marient, il devient rapidement violent. Ils finissent alors par se séparer. Plusieurs fois.
Tonya Harding devient la première américaine patineuse artistique à faire deux triples axels en compétition. Après une dispute avec Diane Rawlinson, Tonya la renvoie et s'entraîne avec Dody Teachman pour les Jeux olympiques d'hiver de 1992 à Albertville. Elle y patine très mal, ratant tous ses atterrissages. Écœurée, elle devient serveuse et se remet en couple avec Jeff. Diane la convainc de revenir pour s'entraîner en vue des Jeux olympiques d'hiver de 1994 de Lillehammer. Alors qu'elle s'entraîne à Portland, Tonya reçoit des menaces de mort ; en retour, Jeff demande à son ami et garde du corps autoproclamé de Tonya, Shawn Eckardt, d'envoyer des menaces de mort à sa rivale Nancy Kerrigan. Eckhart fait plus que suivre les consignes et embauche deux malfrats pour attaquer Kerrigan après un entraînement à Détroit. Kerrigan est sévèrement blessée au genou et les criminels sont arrêtés.
L'affaire devient très vite médiatisée et le FBI enquête. Eckhardt accuse alors Jeff, qui découvre, horrifié, que son ami a outrepassé la consigne de seulement envoyer des lettres anonymes. Tonya, qualifiée pour les Jeux Olympiques, comprend qu'elle sera considérée comme complice du crime. Elle dénonce Jeff et Shawn mais les agents fédéraux montrent sa déposition à Jeff. Ils se séparent à nouveau. Tonya participe tout de même aux Jeux olympiques de 1994. Elle arrive en huitième position tandis que Kerrigan, guérie, remporte une médaille d'argent. Après les Jeux, Tonya passe devant la justice. Le jugement est terrible : elle est interdite de patinage artistique à vie, malgré ses appels à la clémence. Jeff change de nom et se remarie, tandis que Tonya devient boxeuse et fonde une famille.

## Fiche technique
Sauf indication contraire, les informations mentionnées dans cette section peuvent être confirmées par la base de données cinématographiques IMDb,  présente dans la section « Liens externes ».
- Titre original : I, Tonya
- Titre français et québécois : Moi, Tonya
- Réalisation : Craig Gillespie
- Scénario : Steven Rogers
- Direction artistique : Jade Healy
- Décors : Andi Crumbley
- Costumes : Jennifer Johnson
- Photographie : Nicolas Karakatsanis
- Montage : Tatiana S. Riegel
- Musique : Peter Nashel
- Production : Tom Ackerley, Margot Robbie, Steven Rogers et Bryan Unkeless
- Sociétés de production : LuckyChap Entertainment et Clubhouse Pictures
- Sociétés de distribution : Neon (États-Unis), Mars Distribution (France)
- Budget : 11 000 000 dollars
- Pays d’origine :  États-Unis
- Langue originale : anglais
- Format : couleur - 2,39:1 - son Dolby Atmos - 35 mm
- Genre : biographie, faux documentaire, comédie dramatique
- Durée : 121 minutes
- Dates de sortie :
  - Canada : 8 septembre 2017 (Festival international du film de Toronto 2017)
  - États-Unis : 8 décembre 2017
  - Belgique, France : 21 février 2018
- Classification : Tous publics en France

## Distribution
- Margot Robbie (VF : Dorothée Pousséo ; VQ : Catherine Brunet) : Tonya Harding[1],[2].
- Sebastian Stan (VF : Thomas Roditi ; VQ : Nicholas Savard L'Herbier) : Jeff Gillooly

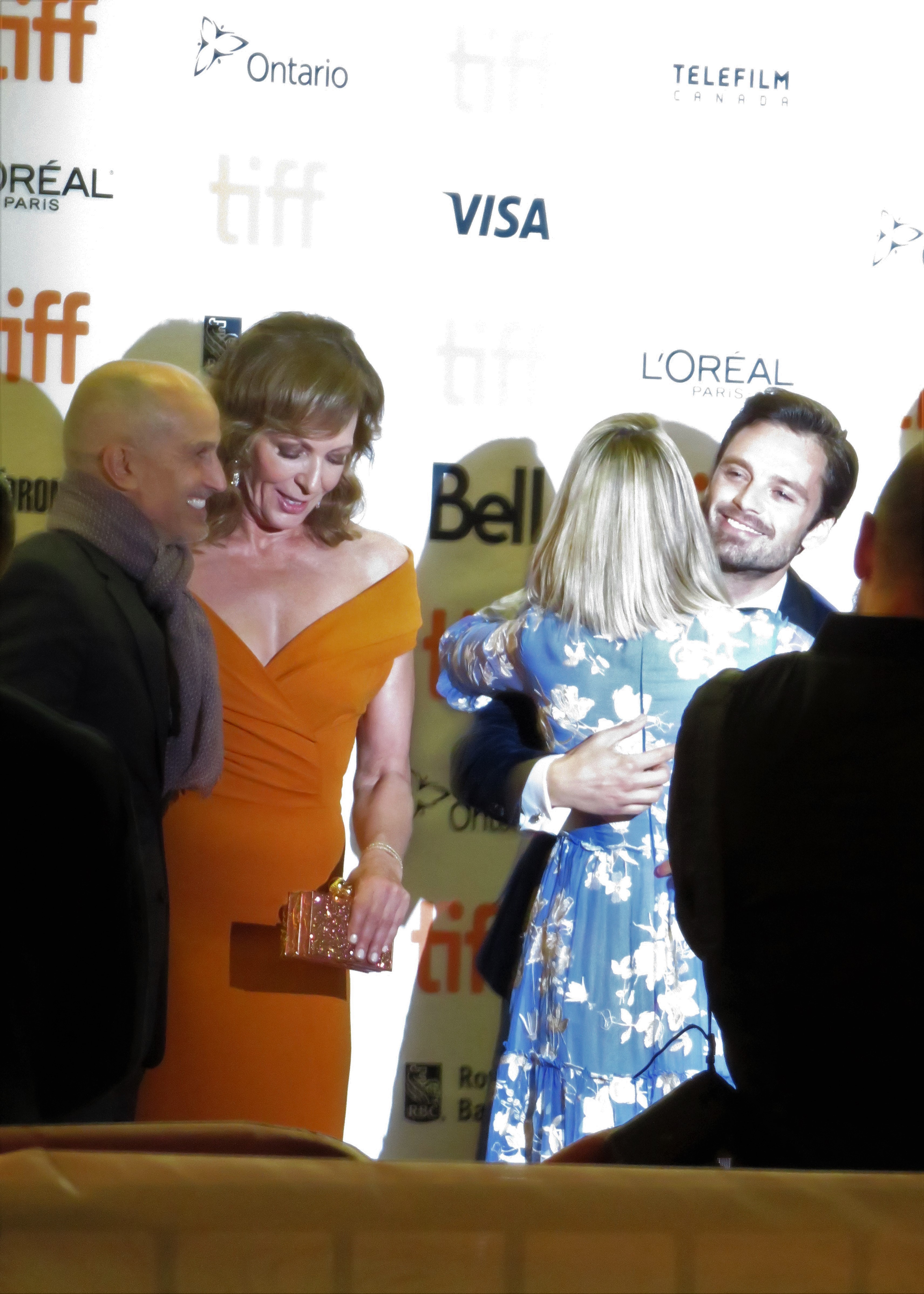
À l'avant-première du film au Festival de Toronto 2017, de gauche à droite : le réalisateur Craig Gillespie et les acteurs Allison Janney, Sebastian Stan et Margot Robbie.

- Allison Janney (VF : Véronique Augereau ; VQ : Chantal Baril) : LaVona Fay Golden, la mère de Tonya Harding
- Julianne Nicholson (VF : Odile Cohen ; VQ : Viviane Pacal) : Diane Rawlinson, la première entraîneuse de Tonya Harding
- Bojana Novakovic (VF : Laura Blanc ; VQ : Catherine Hamann) : Dody Teachman, la seconde entraîneuse de Tonya Harding
- Paul Walter Hauser (VF : Christophe Lemoine ; VQ : Stéphane Rivard) : Shawn Eckhardt
- Caitlin Carver : Nancy Kerrigan
- Bobby Cannavale (VF : Adrien Antoine ; VQ : Frédérik Zacharek) : Martin Maddox, un journaliste sensationnaliste de Hard copy
- Mckenna Grace (VF : Prune Bozo) : Tonya Harding, enfant

## Production

### Genèse
Après le film de Noël joyeux et optimiste Noël chez les Cooper (2015), le scénariste Steven Rogers décide de changer complètement d'horizon et d'écrire « le contraire d'un film de Noël ». Lorsque sa nièce et lui regardent le documentaire d'ESPN The Price of Gold, sorti en 2014 pour les 20 ans de l'affaire Harding-Kerrigan et qui inclut une longue interview de Tonya Harding, il décide d'en faire son prochain film,. Voulant prendre contact avec Tonya Harding, il trouve un numéro pour son agent qui ne mène qu'à une chambre de Motel 6. Il entame donc des recherches puis se déplace à Sisters pour la rencontrer en personne. Tonya Harding lui fait faire l'interview dans sa camionnette : la conversation, d'abord peu utile parce que la championne récite d'anciens discours, finit par durer six heures.
Le scénariste décide ensuite de donner un droit de réponse à Jeff Gillooly et le retrouve : il vit toujours à Portland et s'est rebaptisé Jeff Stone. Ils se rencontrent en personne et l'entretien avec Jeff Gillooly contredit énormément la version de Tonya Harding. C'est alors que Steven Rogers décide de transformer le film en faux documentaire lors duquel les deux points de vue se confronteront en permanence, puisqu'il est impossible de faire émerger une vérité unique. Il affirme par ailleurs que le seul point commun entre les deux témoignages est l'affirmation que la mère de Tonya Harding, LaVona Golden, est un monstre. Jeff Gillooly refuse d'être rémunéré ou de toucher des royalties pour sa contribution au film, invoquant le fait que menacer Nancy Kerrigan était bien son idée et qu'il n'a pas à être récompensé pour ces actes. Steven Rogers ne rencontre pas Nancy Kerrigan, affirmant ne pas être intéressé par « la fille qui a été frappée, qui était une victime, qui est revenue et qui a gagné la médaille d'argent », une histoire trop traditionnelle à son goût.
Netflix propose de financer le film, mais Craig Gillespie choisit de travailler avec les sociétés Neon et 30West. L'argument principal invoqué pour ce choix est la possibilité de se présenter à certains prix réservés aux films sortis en salles.

### Distribution des rôles
| |  |  |
| Les actrices principales Allison Janney (à gauche) et Margot Robbie (à droite), rejoignent successivement le projet. Toutes deux recevront une nomination aux Oscars 2018. |  |  |

Steven Rogers écrit le rôle de LaVona, la mère de Tonya, spécialement pour Allison Janney ; amis de longue date, ils n'ont jusque-là jamais travaillé ensemble. En présentant le scénario aux producteurs potentiels, il précise qu'il refusera de signer un contrat qui ne garantit pas ce choix de l'actrice.
Margot Robbie, approchée par Craig Gillespie, devient actrice principale et coproductrice du film. Elle ne comprend qu'il s'agit d'une histoire vraie qu'après avoir lu l'intégralité du scénario, pensant d'abord qu'il s'agit d'une fiction. Avant le début du tournage, elle rend visite à Tonya Harding elle-même.

### Tournage
Le tournage débute en janvier 2017 à Macon, en Géorgie, et dure 31 jours. Avant le début du tournage, Margot Robbie s'entraîne quatre mois au patinage artistique sous la direction de la patineuse et chorégraphe Sarah Kawahara. Pour les scènes plus complexes, elle est doublée par Heidi Munger et Anna Malkova.
Pendant le tournage, Margot Robbie souffre d'une hernie discale et doit faire une IRM chaque semaine pour vérifier qu'elle peut encore patiner. Elle prend des stéroïdes pour limiter la douleur et pouvoir continuer le tournage. Au cours du tournage, elle porte 96 tenues différentes. Elle porte également quatre perruques différentes. Pour faire ces perruques, la coiffeuse Adruitha Lee leur fait subir deux permanentes de suite pour leur donner la même texture qu'aux cheveux de Tonya Harding. Elle utilise des colorations du début des années 1990 pour rendre la couleur plus crédible et utilise de la bière premier prix au lieu d'après-shampoing pour faire tenir sa frange plus efficacement qu'avec une simple laque. Dans les scènes où Margot Robbie joue Tonya Harding à quarante ans, Vincent Van Dyke fait fabriquer des prothèses pour son nez, ses joues, son menton, des faux cernes et une minerve pour épaissir son cou.
Le planning de tournage est extrêmement serré, en particulier pour les scènes tournées au Macon Coliseum, la patinoire où sont tournées les scènes sur glace. Avec seulement quelques heures de glace réservées, Craig Gillespie affirme avoir calculé qu'il fallait 20 minutes par scène en moyenne pour parvenir à tenir le planning de la journée.

### Musique du film
Certaines musiques du film ont réellement été utilisées dans les compétitions de Tonya Harding, par exemple Sleeping Bag de ZZ Top. D'autres sont sélectionnées par Susan Jacobs, qui choisit des chansons de rock classique des années 1970 qu'elles qualifie de « suffisantes pour compléter le film sans dépasser l'intrigue », par exemple The Chain de Fleetwood Mac ou Goodbye Stranger de Supertramp. La critique Emily Manning affirme que d'autres chansons comme Free Your Mind, d'En Vogue, et Barracuda de Heart « créent un parallèle intéressant entre la ténacité et l'ambition de Tonya ».
Le film se termine sur la reprise de The Passenger par Siouxsie and the Banshees, un choix acclamé par Manning,. De même, Susan Jacobs affirme avoir trouvé la chanson Romeo and Juliet de Dire Straits parfaitement adaptée à l'histoire.

Un album des musiques du film sort le 8 décembre 2017 et inclut 16 titres du film, dont trois composés spécifiquement pour le film.
| 1.    | Fair To Love Me                      | Mark Batson               |      |
| 2.    | Devil Woman                          | Cliff Richard             | 3:34 |
| 3.    | Shooting Star                        | Bad Company               | 6:15 |
| 4.    | Romeo and Juliet                     | Dire Straits              | 6:01 |
| 5.    | A Fair Shot (Composée pour le film)  | Peter Nashel              | 1:52 |
| 6.    | Free Your Mind                       | En Vogue                  | 4:53 |
| 7.    | Goodbye Stranger                     | Supertramp                | 5:48 |
| 8.    | How Can You Mend a Broken Heart      | Chris Stills              | 4:00 |
| 9.    | The Chain                            | Fleetwood Mac             | 4:29 |
| 10.   | The Incident (Composée pour le film) | Peter Nashel              | 2:51 |
| 11.   | Barracuda                            | Heart                     | 4:22 |
| 12.   | Gloria                               | Laura Branigan            | 4:49 |
| 13.   | Gone Daddy Gone                      | Violent Femmes            | 3:06 |
| 14.   | Dream a Little Dream of Me           | Doris Day                 | 3:43 |
| 15.   | The Passenger                        | Siouxsie and the Banshees | 4:09 |
| 16.   | Tonya Suite (Composée pour le film)  | Peter Nashel              | 5:04 |
| 67:07 |                                      |                           |      |

Le film inclut également d'autres chansons qui ne sont pas dans l'album :
- Hey Mama Keep Your Mouth Shut de Dr. Feelgood
- Shining Star de Fun Lovin' Criminals
- Spirit in the Sky de Norman Greenbaum
- Can't You See de Marshall Tucker Band
- Sleeping Bag de ZZ Top
- Mysterious Night de Damon Criswell
- Feels Like the First Time de Foreigner
- Little Girl Bad de Joanie Sommers
- Every 1's a Winner de Hot Chocolate
- People Are Still Having Sex de LaTour
- 25 or 6 to 4 de Chicago

## Accueil

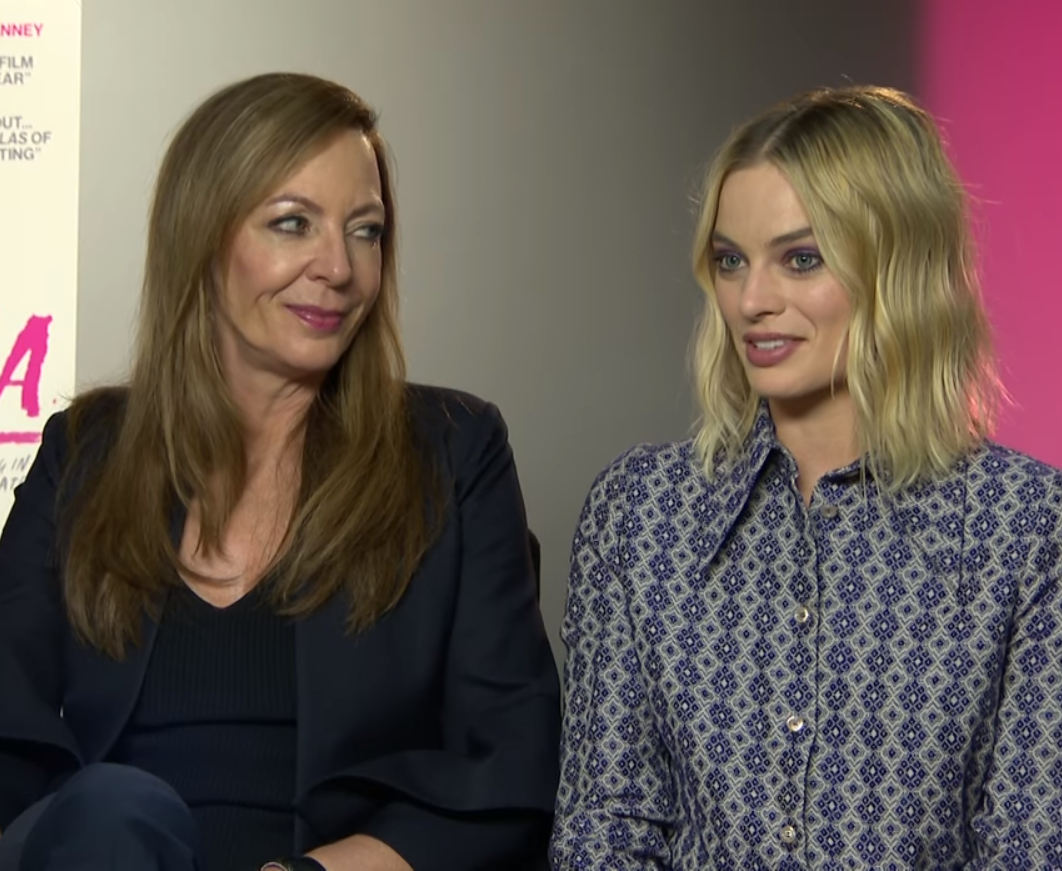
Les actrices principales Allison Janney et Margot Robbie, en pleine promotion du film, en mars 2018.

### Promotion
Un seul poster est créé pour le film : il représente Margot Robbie appuyée contre un mur intérieur de patinoire en tenue de gala, les patins à la main et l'air agacé, regardant directement l'objectif de l'appareil photo.
La société de production Neon propose à Craig Gillespie de produire une bande-annonce non censurée, qui contient entre autres une scène où Allison Janney profère des obscénités. Il s'agit d'une campagne marketing hors normes pour un film souhaitant obtenir un Oscar.
Le site Internet officiel du film inclut la bande-annonce (en versions teaser, version non censurée et version tous publics) et un bouton permettant de réserver une place en cinéma. Une page « Galerie » inclut des photos du film et permet de les partager sur les réseaux sociaux. Enfin, le site contient un kit de presse.

### Sortie
Le film est présenté pour la première fois en public au festival international du film de Toronto 2017 où il reçoit un accueil positif. Margot Robbie y fait une longue interview où elle raconte les difficultés techniques et physiques du tournage. Après cette diffusion, NEON rachète les droits de distribution du film et en prévoit la diffusion à la nuit de clôture de l'AFI Fest. Margot Robbie continue à faire quelques interviews, peu nombreuses car les journalistes parlent plutôt de son rôle de Harley Quinn dans les films de l'univers cinématographique DC.
MoviePass organise un concours pour gagner un an d'abonnement gratuit à leur service, ouvert à toute personne ayant vu Moi, Tonya au cinéma.

### Accueil

#### Accueil critique
Pour Le Monde, « Le réalisateur Craig Gillespie et le scénariste Steven Rogers ont préféré la comédie, le second degré, zigzaguant entre faux documentaire et farce, ne trouvant un semblant d’humanité que par la grâce de l’interprète du rôle-titre, Margot Robbie. » La critique principale exprimée par Le Monde est que le film pose un regard amusé et condescendant sur les personnages de l'histoire plutôt que de les prendre au sérieux et de saisir une occasion de faire une critique de la lutte des classes. The New Yorker exprime la même déception : « [le fait que le film échoue à] trouver un ton original et personnel gâche le mérite principal du film, sa vision empathique de Tonya Harding », et cet échec est, selon eux, dû au fait que les classes défavorisées sont dépeintes sous un point de vue comique, qui se moque d'elles plutôt que de chercher à les comprendre. Plus généralement, « Gillespie ne considère jamais Tonya comme une personne, mais comme un simple personnage dramatique ». Sur le point de vue technique, cependant, The New Yorker fait l'éloge des acteurs et de la réalisation.

#### Accueil des personnes sujets du film
Nancy Kerrigan ne regarde pas le film, affirmant ne pas vouloir repenser à cette époque. Tonya Harding, quant à elle, se dit ravie du film, qui a tendance à la présenter sous un jour bien plus favorable que la couverture médiatique de l'époque. LaVona Harding, enfin, affirme que sa fille « a tellement menti dans sa vie qu'elle ne distingue plus le mensonge des réalités » et critique donc le fond du scénario.

#### Accueil de spécialistes du patinage artistique
La patineuse française Nathalie Péchalat commente : « Je pense que [Moi, Tonya] va faire beaucoup de bien au patinage. (...) J'espère surtout que le film va arriver jusqu'aux instances fédérales internationales pour qu'elles réalisent qu'effectivement, il y a certains sujets bancals, et qu'elles s'éveillent un peu plus sur le rôle de l'entraîneur, la place des parents dans une jeune carrière, les différentes façons de faire dans les écoles de patinage... ».

### Box-office
Aux États-Unis, le film fait un chiffre d'affaires de 30 014 539 dollars, dont 2 861 168 dollars le premier week-end. Il est joué dans 1 450 cinémas au total et la dernière diffusion en salles a lieu le 19 avril 2018 après 19 semaines à l'affiche. Dans le monde entier, le film fait un chiffre d'affaires de 53 939 297 dollars.

## Distinctions

### Récompenses
- Oscars 2018 : Meilleure actrice dans un second rôle pour Allison Janney
- Golden Globes 2018 : Meilleure actrice dans un second rôle pour Allison Janney
- British Academy Film Awards 2018 : Meilleure actrice dans un second rôle pour Allison Janney
- Screen Actors Guild Awards 2018 : Meilleure actrice dans un second rôle pour Allison Janney
- Australian Academy of Cinema and Television Arts Awards 2018 : 
  - Meilleure actrice internationale pour Margot Robbie
  - Meilleure actrice internationale dans un second rôle pour Allison Janney
- Critics' Choice Movie Awards 2018 : 
  - Meilleure actrice dans un second rôle pour Allison Janney

### Nominations
- Golden Globes 2018 : 
  - Meilleure actrice dans un film musical ou une comédie pour Margot Robbie
  - Meilleur film musical ou de comédie
- British Academy Film Awards 2018 : 
  - Meilleure actrice pour Margot Robbie
  - Meilleur scénario original
  - Meilleurs costumes
  - Meilleurs maquillages et coiffures
- Screen Actors Guild Awards 2018 : Meilleure actrice pour Margot Robbie
- Oscars 2018 : 
  - Meilleure actrice pour Margot Robbie
  - Meilleur montage
- Australian Academy Of Cinema and Television Arts Awards 2018 : 
  - Meilleur réalisateur international pour Craig Gillespie
- Critics' Choice Movie Awards 2018 :
  - Meilleure actrice pour Margot Robbie
  - Meilleur maquillage
  - Meilleure comédie
  - Meilleure actrice dans une comédie pour Margot Robbie
- Satellite Awards 2018 : 
  - Meilleure actrice pour Margot Robbie
  - Meilleure actrice dans un second rôle pour Allison Janney
  - Meilleur film

## Analyse
Craig Gillespie a mentionné à plusieurs occasions se sentir coupable de refaire parler de l'histoire, en particulier vis-à-vis de Nancy Kerrigan.
Craig Gillespie affirme avoir voulu produire le film pour revisiter l'histoire en commentant sur le rôle du traitement médiatique de l'affaire dans ses répercussions.